# Catherine Constable

Struktura magnetosféry Země

Catherine Constable je australská vědkyně zabývající se paleomagnetismem a geomagnetismem Země. Je profesorkou na Scripps Institution of Oceanography. 
V roce 2013 získala cenu Williama Gilberta od Americké geofyzikální unie a v roce 2017 byla zvolena členkou Americké asociace pro rozvoj vědy.

## Mládí a vzdělání

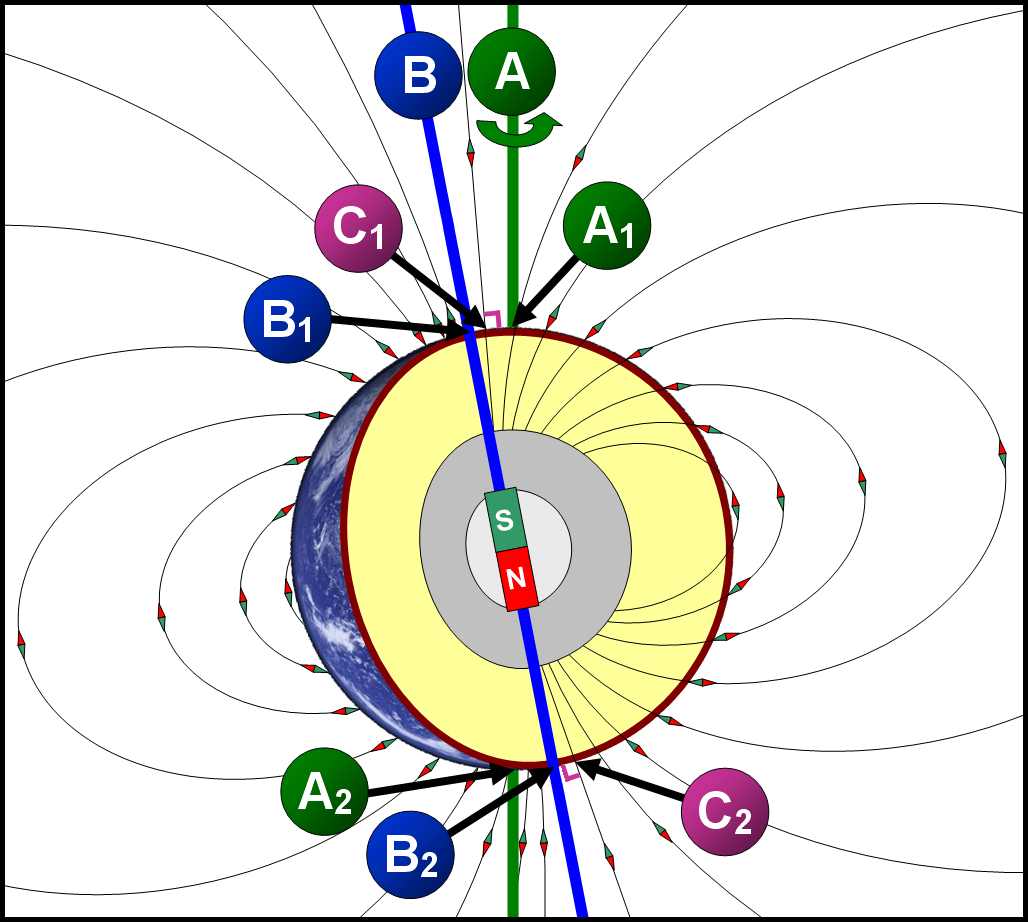
Póly a magnetické pole Země:A – osa rotace
A_{1} – severní geografický pól
A_{2} – jižní geografický pólB – geomagnetická osaB_{1} – severní geomagnetický pól
B_{2} – jižní geomagnetický pól
C_{1} – severní magnetický pólC_{2} – jižní magnetický pól
N – severní pól magnetuS – jižní pól magnetu

Catherine se narodila v St Andrews na východním pobřeží Skotska ve Velké Británii. V jedenácti letech se její rodina přestěhovala do Austrálie. Středoškolské vzdělání dokončila v Perthu a potom navštěvovala University of Western Australia.
Jako postgraduální studentka začala studovat Australskou národní univerzitu. Její magisterská disertační práce zkoumala variace v holocenním geomagnetismu v Queenslandu. Jako doktorandka začala pracovat na Scripps Institution of Oceanography, kde pokračovala ve studiu geomagnetismu a zaměřila se na statistickou analýzu.
Je provdaná za geofyzika Steven Constabla.

## Výzkum a kariéra
- Catherine Constable se po dokončení doktorského studia stala profesorkou fyziky na fakultě v Scripps Institution of Oceanography. Pokračovala tam ve studiu časových změn geomagnetických polí a jejich vlivem na hluboké nitro planety Země.
- Od roku 2006 do roku 2009 byla vedoucí sekce Země na Scripps Institution of Oceanography.
- V roce 2009 byla jmenována zástupkyní ředitele pro výzkum pro oceánografii.
- Vedle své práce v Scripps Institution of Oceanography zastávala různé vedoucí pozice v Americké geofyzikální unii (AGU).

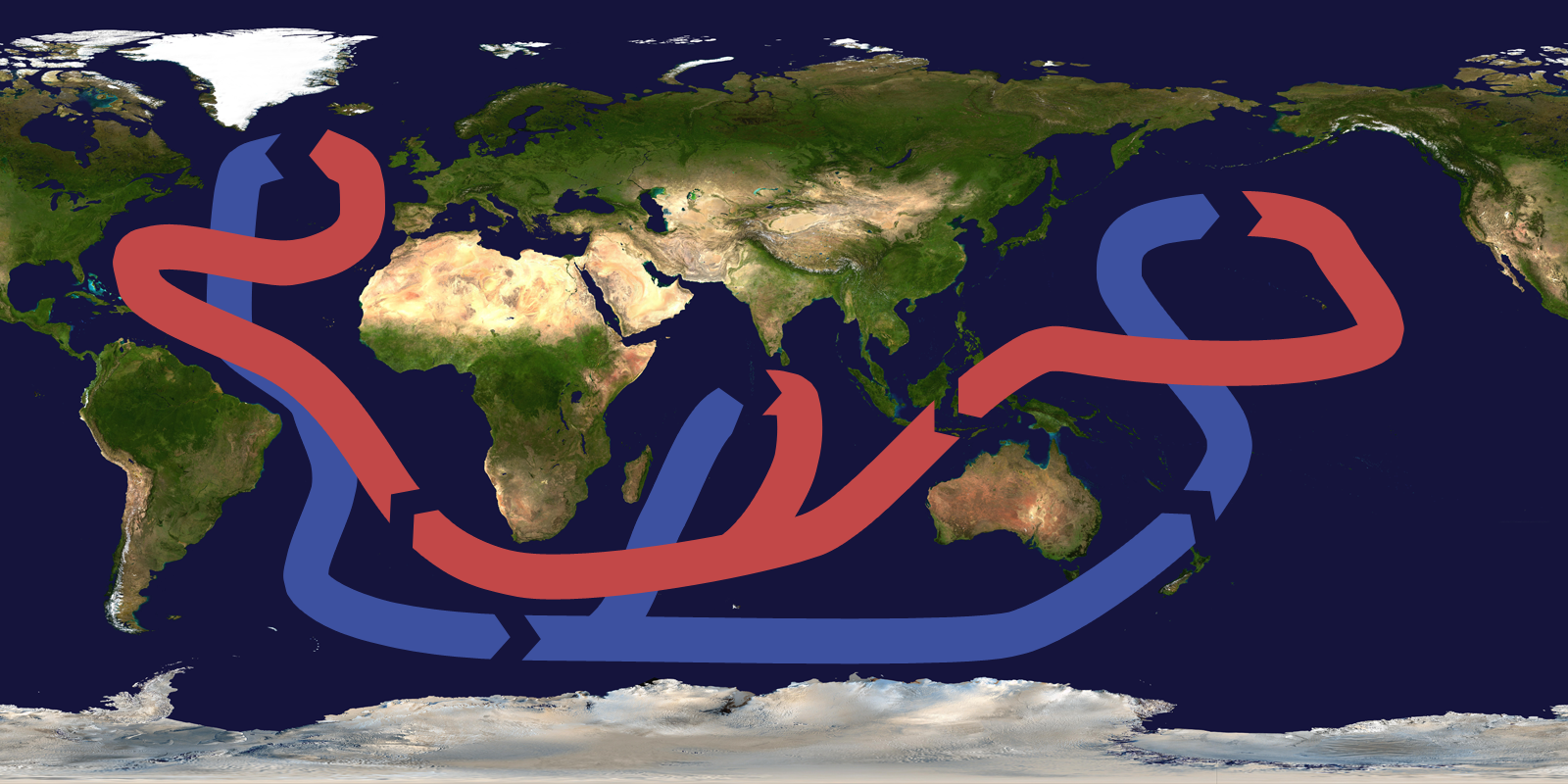
Oceánografie: oceánská cirkulace vody, kde modré cesty představují hluboké vodní proudy, zatímco červené cesty představují povrchové proudy

- Oceánografie: oceánská cirkulace vody, kde modré cesty představují hluboké vodní proudy, zatímco červené cesty představují povrchové proudyV roce 2013 byla zvolena do představenstva Americké geofyzikální unie.
- Dohlížela na komunity vědců a studentů, které se zabývaly se geomagnetismem a paleomagnetismem.
- Byla zapojena do pracovní skupiny Future Focus Task Force AGU a přispěla k projektu Mission Alignment Project (MAP).

## Ocenění a vyznamenání
- 1997 Cena Královské astronomické společnosti za geomagnetismus
- 1999 zvolena členkou Americké geofyzikální unie
- 2004 National Science Foundation Antarctica Service Medal
- 2013 Cena Williama Gilberta Americké geofyzikální unie
- 2017 zvolena členkou Americké asociace pro rozvoj vědy